# Macrotylus solitarius
Macrotylus solitarius, auch Einsame Dicknase genannt, ist eine Wanzenart aus der Familie der Weichwanzen (Miridae). M. mayri (Reuter, 1904) wurde von Pagola-Carte et al. 2004 mit dieser Art synonymisiert.

## Merkmale
Die Wanzen werden 4,2 bis 5,8 Millimeter lang. Die graugrünen Arten der Gattung Macrotylus kann man anhand ihrer groben, dunklen Behaarung an den Hemielytren und ihrer markanten Musterung der Membrane sowie der feinen und unauffälligen Sporne an den Schienen (Tibien) erkennen. Bei Macrotylus solitarius ist das erste Fühlerglied blassgrün und der Flügelmembrane fehlt jener dunkle Fleck, der bei Macrotylus horvathi auftritt.

## Vorkommen und Lebensraum
Die Art tritt in Europa ohne den Norden sowie östlich bis in den Kaukasus auf. In Deutschland kommt die Art überall, aber nur lokal vor, vor allem im Bergland südlich des Mains. Sie ist nicht häufig. In Österreich tritt die Art überall dort auf, wo die Nahrungspflanzen wachsen.
Besiedelt werden trockenwarme bis feuchtere und halb schattige bis schattige Lebensräume.

## Lebensweise
Man findet die Wanzen an Aufrechtem Ziest (Stachys recta), Wald-Ziest (Stachys sylvatica) und Sumpf-Ziest (Stachys palustris). Die adulten Tiere treten von Juni bis Mitte August auf.

## Belege